# Победнице европских првенстава у атлетици на отвореном — скок мотком
Прво Европско првенство у атлетици на отвореном одржано је у Торину 1934. године, али све до Европског првенства 1998. у Будимпешти у програму није било скока мотком у женској конкуренцији. У следећој табели дат је преглед победница у скоку мотком на Европским првенствима на отвореном, са постигнутим резултатима који су изражени у метрима.

## Резултати освајачица медаља у скоку мотком на Европским првенствима на отвореном
| Европско првенство      |                             | Резултат  |                               | Резултат  |                                    | Резултат  |
| Будимпешта 1998. детаљи | Анжела Балахонова Украјина  | 4,31 =РЕП | Никол Хумберт Немачка         | 4,31 =РЕП | Ивоне Бушбаум Немачка              | 4,31 =РЕП |
| Минхен 2002. детаљи     | Светлана Феофанова Русија   | 4,60 РЕП  | Јелена Исинбајева Русија      | 4,55      | Ивоне Бушбаум Немачка              | 4,50      |
| Гетеборг 2006. детаљи   | Јелена Исинбајева Русија    | 4,80 РЕП  | Моника Пирек Пољска           | 4,65      | Татјана Полнова Русија             | 4,65      |
| Барселона 2010. детаљи  | Светлана Феофанова Русија   | 4,75      | Зилке Шпигелбург Немачка      | 4,65      | Лиза Рижих Немачка                 | 4,65      |
| Хелсинки 2012. детаљи   | Јиржина Птачникова Чешка    | 4,60      | Мартина Штруц Немачка         | 4,60      | Николета Киријакопулу · Грчка      | 4,60      |
| Цирих 2014. детаљи      | Анжелика Сидорова Русија    | 4,65      | Катерина Стефаниди · Грчка    | 4,60      | Ангелина Жук-Краснова Русија       | 4,60      |
| Амстердам 2016. детаљи  | Катерина Стефаниди · Грчка  | 4,81 РЕП  | Лиза Рижих Немачка            | 4,70      | Анџелика Бенгтсон · Шведска        | 4,65      |
| Берлин 2018. детаљи     | Катерина Стефаниди · Грчка  | 4,85 РЕП  | Николета Киријакопулу · Грчка | 4,80      | Холи Бредшо · Уједињено Краљевство | 4,75      |
| Минхен 2022. детаљи     | Вилма Мурто · Финска        | 4,85 =РЕП | Катерина Стефаниди · Грчка    | 4.75      | Тина Шутеј · Словенија             | 4,75      |
| Рим 2024. детаљи        | Анџелика Мозер · Швајцарска | 4,78      | Катерина Стефаниди · Грчка    | 4,73      | Моли Кодери · Уједињено Краљевство | 4,73      |
| Бирмингем 2026          |                             |           |                               |           |                                    |           |

## Биланс медаља
стање после првенства 2024.
|     | Земља                |    |    |    |    |
| --- | -------------------- | -- | -- | -- | -- |
| 1.  | Русија               | 4  | 1  | 2  | 7  |
| 2.  | Грчка                | 2  | 4  | 1  | 7  |
| 3.  | Украјина             | 1  | 0  | 0  | 1  |
| 3.  | Чешка                | 1  | 0  | 0  | 1  |
| 3.  | Финска               | 1  | 0  | 0  | 1  |
| 3.  | Швајцарска           | 1  | 0  | 0  | 1  |
| 7.  | Немачка              | 0  | 4  | 3  | 7  |
| 8.  | Пољска               | 0  | 1  | 0  | 1  |
| 9.  | Уједињено Краљевство | 0  | 0  | 2  | 2  |
| 10. | Шведска              | 0  | 0  | 1  | 1  |
| 10. | Словенија            | 0  | 0  | 1  | 1  |
|     | Укупно 11 земаља     | 10 | 10 | 10 | 30 |